# Abdulnasser Al-Obaidly
Abdulnasser Al-Obaidly (Catar; 2 de octubre de 1972) es un exfutbolista de Catar que jugaba en la posición de centrocampista.

## Carrera

### Club
| Periodo   | Club          |
| --------- | ------------- |
| 1989-2002 | Al-Sadd SC    |
| 2002-2003 | Al-Arabi Doha |
| 2003-2005 | Al-Sadd SC    |

### Selección nacional
Jugó para Catar en 74 ocasiones de 1992 a 2001 y anotó cinco goles, participó en los Juegos Olímpicos de Barcelona 1992 y en dos ediciones de la Copa Asiática.

## Logros
- Liga de fútbol de Catar: 2

1999-2000, 2003-04
- Copa del Emir de Catar: 5

1990–91, 1993–94, 1999–2000, 2000–01, 2004–05
- Copa Príncipe de la Corona de Catar: 2

1998, 2003
- Copa del Jeque Jassem: 4

1990, 1997, 1999, 2001
- Liga de Campeones Árabe: 1

2001
- Copa de Clubes Campeones del Golfo: 1

1991